# 폴린 에티엔
폴린 에티엔(Pauline Étienne, 1989년 6월 26일 ~ )은 벨기에의 배우이다.

## 출연 작품
- 오늘밤 사자는 잠든다 (2017)
- 에스페스 메나세 (2017)
- 더 미드와이프 (2017)
- 줄리와 신발 공장 (2015)
- 도쿄 피앙세 (2014)
- 에덴: 로스트 인 뮤직 (2014)
- 투 어텀스, 쓰리 윈터스 (2013)
- 베일을 쓴 소녀 (2013)
- 도로주행 (2012)
- 라 프랑스 키 세 레비 토 (2011)
- 블랙 헤븐 (2010)
- 불안(프랑스어판) (2009)
- 개인교수 2012 (2008)